# Мазихов, Разиуан Анзорович
Разиуан Анзорович Мазихов (род. 30 апреля 1995 года, с. Шалушка, Россия) — российский боксёр-любитель, выступающий в полутяжелой весовой категории, 2-кратный чемпион командного кубка России по боксу, призер кубка Европы, призер чемпионата России, неоднокраный чемпион и призер международных турниров. Мастер спорта России международного класса по боксу.

## Спортивные достижения
- Чемпионат России по боксу 2019[1] — ;
- Всероссийские соревнования ВФСО «Динамо» по боксу 2021[2] — ;
- Чемпионат командного кубка России 2021[3] — ;
- Кубок Европы по боксу 2020[4] — ;
- Международный турнир Гран-при Загреба 2020[5] — ;
- Чемпионат командного кубка России по боксу 2020[6] — ;
- Чемпионат России МВД по боксу 2019[7] — ;
- Чемпионат командного кубка России 2019 — ;
- Чемпионат Вооруженных сил Российской Федерации по боксу 2018[8] — ;
- Международный турнир класса «А» по боксу «Возрождение репрессированного балкарского народа» 2019[9] — ;
- Всероссийские соревнования класса «А» по боксу «Возрождение культурного наследия балкарского народа» 2018[10] — ;
- Всероссийские соревнования по боксу класса «А», кубок «Спартака», на призы ЗТР Киркорова В. Г. 2018[11] — ;
- Чемпионат ЦС ФСО Профсоюзов «Россия» по боксу, памяти интерконтинентального чемпиона мира по версии IBF и WBC Ахмата Дотуева 2018[12] — ;
- Х Международный турнир по боксу памяти казахских народных батыров Исатая Тайманова и Махамбета Утемисова 2018[13] — ;
- Х Международный турнир по боксу, посвященный памяти Первого Президента ЧР, Героя России Ахмат-Хаджи Кадырова 2018[14] — ;
- Мастер спорта России международного класса по боксу[15] — ;